# Ljekovita češnjača
Ljekovita češnjača (češnjarka, češnjača,  lat. Alliaria petiolata; sin. Alliaria officinalis) je dvogodišnja biljka iz porodice Brassicaceae. Udomaćena je u Europi, zapadnoj i središnjoj Aziji, te sjeverozapadnoj Africi, od Maroka, Pirenejskog poluotoka, Britanije, na sjever do sjeverne Skandinavije, i na istok do sjeverne Indije i zapadne Kine. Naraste do 100 cm visine. Cvate bijelim cvjetovima, od travnja do lipnja. Plod je do 6 cm duga mahuna. Ako biljku protrljamo ili zgnječimo razvija se miris na češnjak, po čemu je i dobila ime. Mlada je biljka jestiva, a jestivo je i zrelo sjeme, od kojeg se može prirediti senf. Nekada je korištena i u narodnoj medicini.  Zgnječeno sjeme koristilo se u kao lokalni nadražaj kože (umjesto gorušice ), biljka se koristila i za liječenje furunkuloze ,opeklina, bronhijalne astme, skorbuta, proljeva te kao anthelmintik. 

## Vanjske poveznice
http://www.pfaf.org/user/Plant.aspx?LatinName=Alliaria+petiolata